# 1935 en aéronautique
Chronologie de l'aéronautique
- 1931
- 1932
- 1933
- 1934
- 1935
- 1936
- 1937
- 1938
- 1939

Cet article présente les faits marquants de l'année 1935 en aéronautique.

## Évènements

### Janvier
- 28 janvier : premier vol du Potez 620.

- 31 janvier : premier vol postal « régulier » avec publication d'un horaire entre l'étang de Berre et Natal (Brésil) via Dakar[réf. souhaitée]. Le cadreur Forrestier effectue le voyage en tant que passager et immortalise cette expérience sur pellicule.

### Février
- 12 février : destruction du dirigeable américain USS Macon ; deux victimes sur les 60 personnes embarqués.

- 24 février : premier vol du bombardier allemand Heinkel He 111.

- 26 février : Robert Watson-Watt et son assistant Arnold Wilkins ont démontré l'efficacité de leur prototype de radar à un membre du comité sur la défense du Royaume-Uni. Ceci amena la construction de la Chain Home, le premier réseau opérationnel de radars au monde.

### Mars
- 9 mars : Hermann Göring annonce au Daily Mail l'existence de la Luftwaffe, armée de l'air allemande.

- 22 mars : premier vol du chasseur embarqué Grumman F3F.

### Avril
- 2 avril : liaison aérienne Paris-Alger.

- 6 avril : les dirigeables allemands effectuent désormais des traversées de l'Atlantique Sud. Le trajet entre l'Allemagne et le Brésil prend 71 heures. Les concurrents français restent sereins avec un trajet Toulouse-Brésil de seulement 42 heures et 30 minutes.

- 13 avril : Henry Ford inaugure une ligne de fret régulière entre Chicago et Détroit.

- 15 avril : premier vol du bombardier-torpilleur américain Douglas TBD Devastator.

- 27 avril : début de l'exploitation passager sur le réseau de la régie Air Afrique.

- 30 avril : un équipage américain relie Los Angeles et New York en 11 heures et 5 minutes sur un Douglas DC-1.

### Mai
- 8 mai : un équipage américain relie Mexico et New York en 13 heures et 20 minutes sur Lockheed Vega.

- 18 mai : la plus grosse catastrophe aérienne de l'époque fait 58 morts lors de la collision de l'ANT-20 Maxime Gorky avec un chasseur Polikarpov I-5.

- 28 mai : premier vol du chasseur allemand Messerschmitt Bf 109.

### Juillet
- 23 juillet : le premier système de radar est présenté par les Britanniques.

- 28 juillet : premier vol du prototype du Boeing B-17 Flying Fortress.

- 30 juillet : appontage sans visibilité entièrement automatisé sur un porte-avions américain. L'avion était équipé d'un cockpit complètement occulté.

### Août
- 8 août : premier vol du Morane-Saulnier MS.405, prototype du MS.406.

- 12 août : premier vol du de Havilland DH.90.

- 21 août : le pilote français André Japy effectue dans la journée le trajet Paris - Oslo et retour (14 heures et 45 minutes de vol pour 2 880 km).

### Septembre
- 1er septembre : le pilote français André Japy effectue dans la journée le trajet Paris - Oran et retour (16 heures et 25 minutes de vol).

- 17 septembre : premier vol du Junkers Ju 87 Stuka préparé en secret depuis 1933, contraintes du Traité de Versailles obligent.

- 22 septembre : le pilote français André Japy effectue dans la journée le trajet Paris - Tunis et retour.

- 24 septembre : premier vol de l'hydravion de chasse Potez 453.

- 28 septembre : premier vol du chasseur Loire 250.

### Octobre
- 2 octobre : invasion de l'Éthiopie par l'Italie. Premier bombardement aérien de l'escadrille « La Desperata ». Reconnaissances aériennes et bombardements seront désormais quotidien sur tous les fronts de l'Éthiopie.

- 5 octobre : premier vol du chasseur Loire-Nieuport LN-160.

- 27 octobre : premier vol du trimoteur Dewoitine D.620.

- 30 octobre : le premier prototype du Boeing B-17 Flying Fortress s'écrase.

### Novembre
- 6 novembre : premier vol du chasseur britannique Hawker Hurricane.
- 11 novembre : Albert Stevens et Orvil Anderson atteignent l’altitude de 22 066 m à bord de leur ballon stratosphérique Explorer II.
- 13 novembre :Joan Batten établit le record du monde de vitesse féminin pour la traversée de l’Océan Atlantique Sud, volant de Thiès (Sénégal) à Natal (Brésil), soit treize heures et quinze minutes[1].
- 16 novembre : premier vol du trimoteur commercial Bloch MB.300 Pacifique.

### Décembre
- 5 décembre : première traversée de la Manche par un « Pou-du-ciel ».

- 9 décembre : premier vol du Curtiss SBC Helldiver.

- 10 décembre : Un Savoia-Marchetti S.73 de la Sabena s'écrase en Angleterre, faisant 11 morts.

- 12 décembre : le pilote français André Japy relie Paris et Saïgon en 3 jours et 15 heures pur 12 000 km sur un « Caudron Aiglon ».

- 17 décembre : premier vol du Douglas DC-3 surnommé Dakota.

- 30 décembre : Antoine de Saint-Exupéry et son mécanicien André Prévot s'écrasent avec le Caudron Simoun F-ANRY dans le désert égyptien, alors qu'ils sont en route pour tenter de battre le record de Paris-Saïgon. Miraculeusement indemnes, ils manquent de peu périr de soif avant d'être recueillis au bout de trois jours d'errance[2].